# Haigermoos
Haigermoos osztrák község Felső-Ausztria Braunau am Inn-i járásában. 2018 januárjában 610 lakosa volt.

## Elhelyezkedése

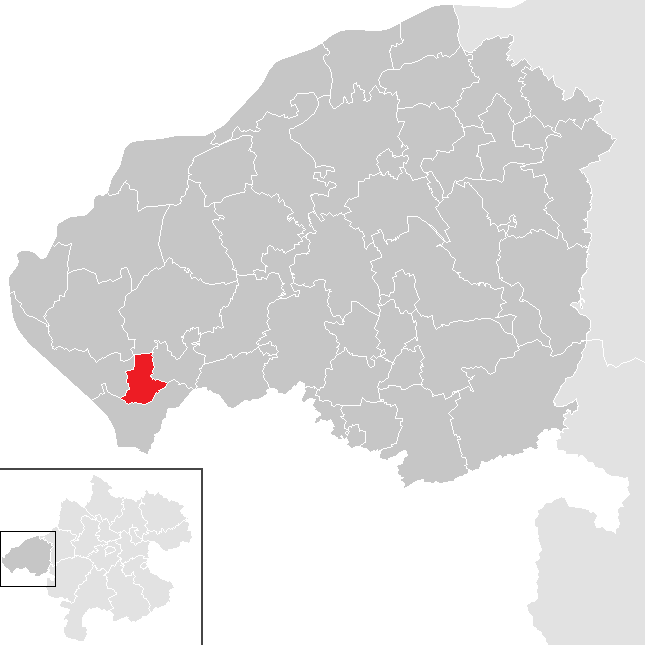
Haigermoos a Braunau am Inn-i járásban

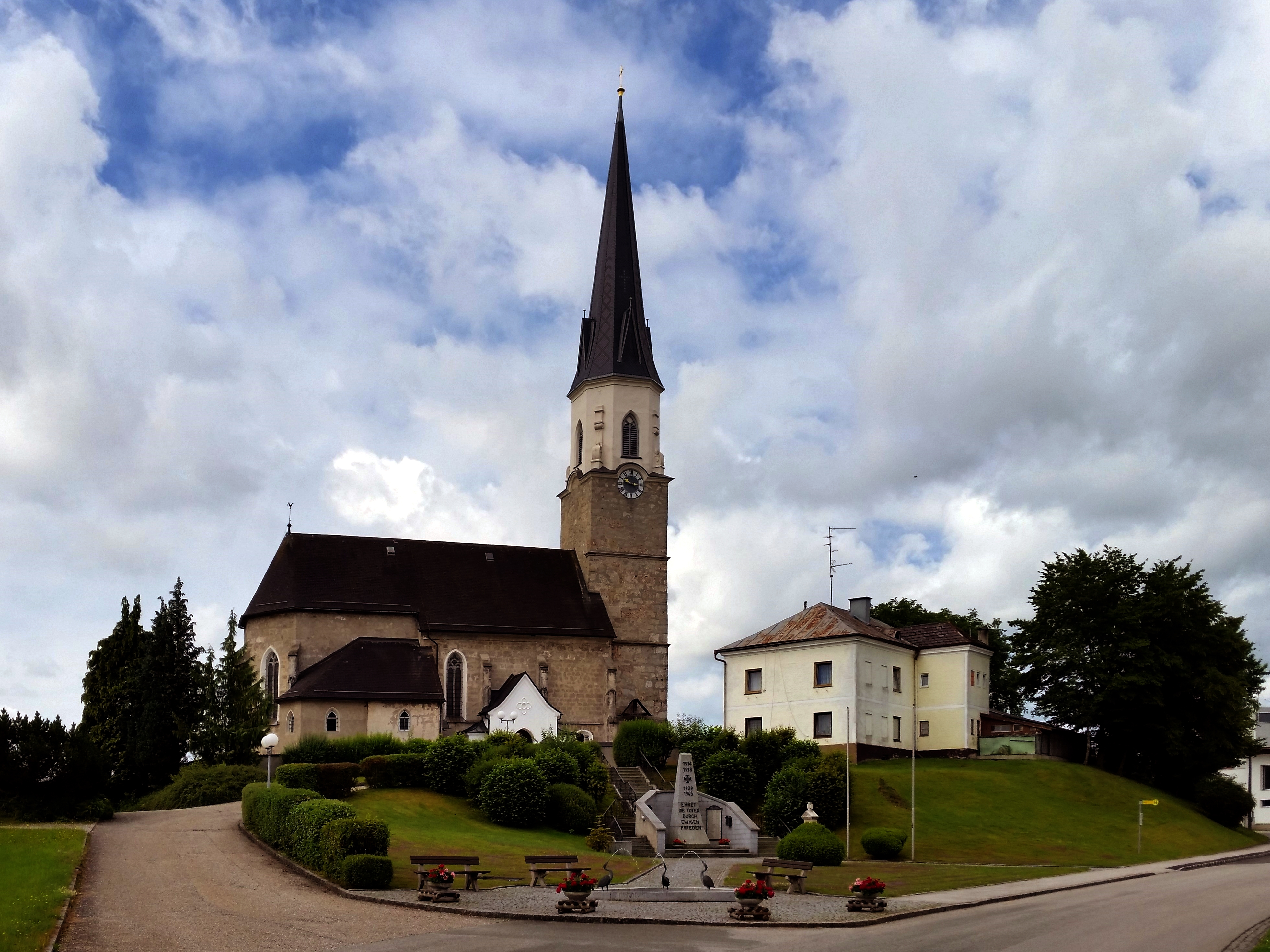
A Szt. Péter és Pál-plébániatemplom

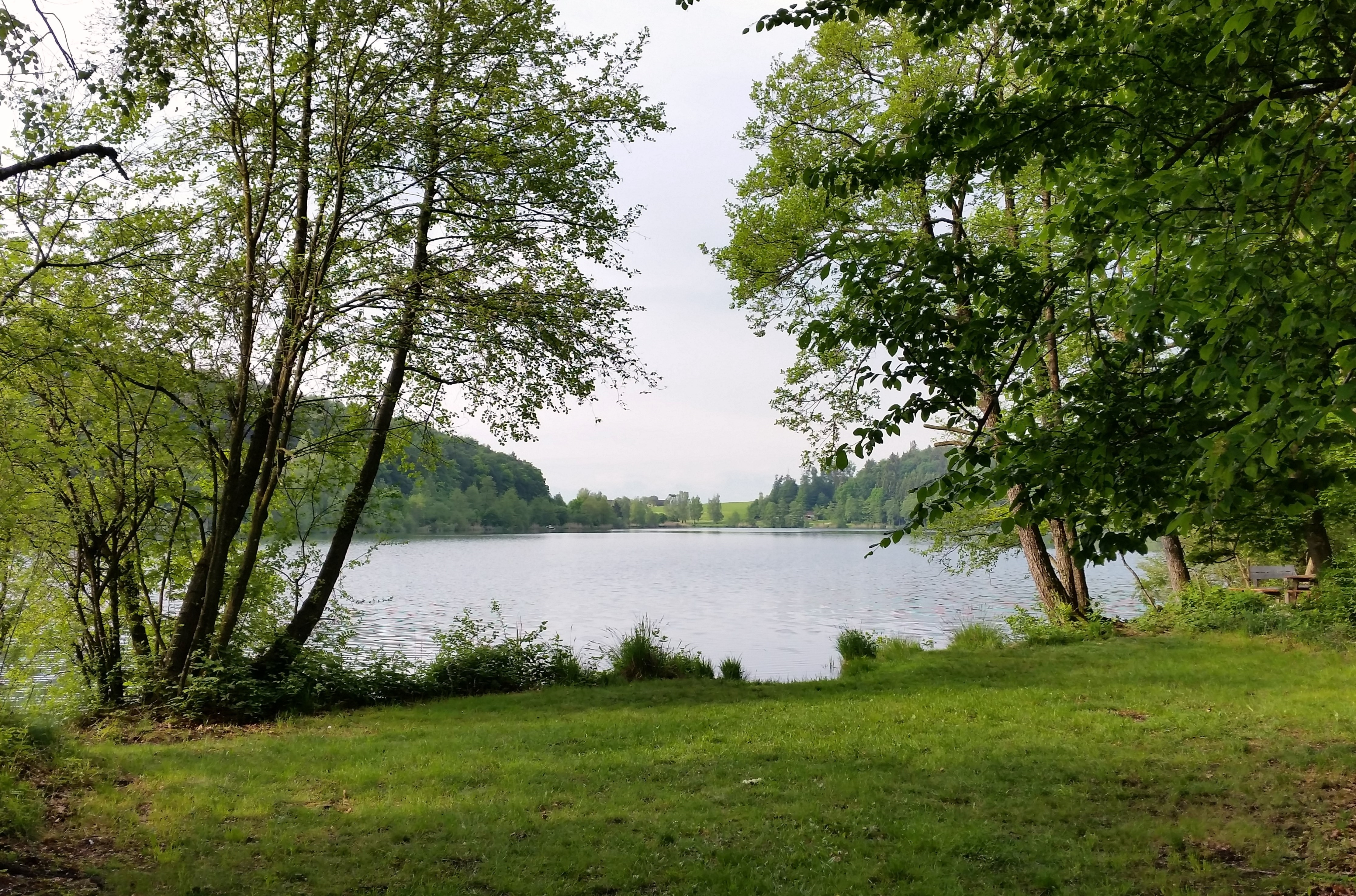
A Höllerersee

Haigermoos Felső-Ausztria nyugati részen, az Innviertel régióban fekszik. Legnagyobb állóvize a Höllerersee. Az önkormányzat 9 településrészt és falut egyesít: Aich (27 lakos 2018-ban), Edt (18), Haigermoos (186), Hehermoos (70), Marktl (2), Ortholling (24), Pfaffing (35), Weyer (229) és Witzling (19).
A környező önkormányzatok: északkeletre Geretsberg, keletre Franking, délre Sankt Pantaleon, nyugatra Ostermiething, északnyugara Tarsdorf.

## Története
Első említése 1102-ből származik, amikor II. Aribo bajor palotagrófot halálakor Haigermoos grófjának nevezték (comes de hegirmos, de ez nem jelentette, hogy létezett ilyen nevű grófság). A falu alapításától kezdve 1779-ig Bajorországhoz tartozott, amikor azonban a bajor örökösödési háborút lezáró tescheni béke következtében a teljes Innviertel Ausztriához került át. A napóleoni háborúk során 1809-ben a régiót a franciákkal szövetséges Bajorország visszakapta, majd Napóleon bukása után ismét Ausztriáé lett. 
A köztársaság 1918-as megalakulásakor Haigermoost Felső-Ausztria tartományhoz sorolták. Miután Ausztria 1938-ban csatlakozott a Német Birodalomhoz, az Oberdonaui gau része lett és egybeolvasztották St. Pantaleonnal. A nemzetiszocialista rezsim idején Weyerben átnevelő- és cigánymunkatábort tartottak fenn a mai Spick fogadó épületében. A második világháború után a község visszakerült Felső-Ausztriához. 

## Lakosság
A haigermoosi önkormányzat területén 2018 januárjában 610 fő élt. A lakosságszám 1961 óta gyarapodó tendenciát mutat. 2016-ban a helybeliek 96%-a volt osztrák állampolgár; a külföldiek közül 3,5% a régi (2004 előtti, főleg Németország), 0,3% az új EU-tagállamokból érkezett. 2001-ben a lakosok 89,9%-a római katolikusnak, 1,3% evangélikusnak, 2,6% mohamedánnak, 3,9% pedig felekezeten kívülinek vallotta magát.  

## Látnivalók
- a gótikus Szt. Péter és Pál-plébániatemplom 1466-ban épült
- a helytörténeti múzeum
- az oldtimer autómúzeum
- a Höllerersee
- a Hehermoosi láp
- az 5,5 km-es Haigermoosi túraösvény a központból indul és bemutatja a községkörnyéki erdőt és lápvidéket

## Fordítás
- Ez a szócikk részben vagy egészben  a   Haigermoos című német Wikipédia-szócikk ezen változatának fordításán alapul.  Az eredeti cikk szerkesztőit annak laptörténete sorolja fel. Ez a jelzés csupán a megfogalmazás eredetét és a szerzői jogokat jelzi, nem szolgál a cikkben szereplő információk forrásmegjelöléseként.